# Passoré
O Passoré é uma província de Burkina Faso localizada na região Norte. Sua capital é a cidade de Yako.

## Departamentos

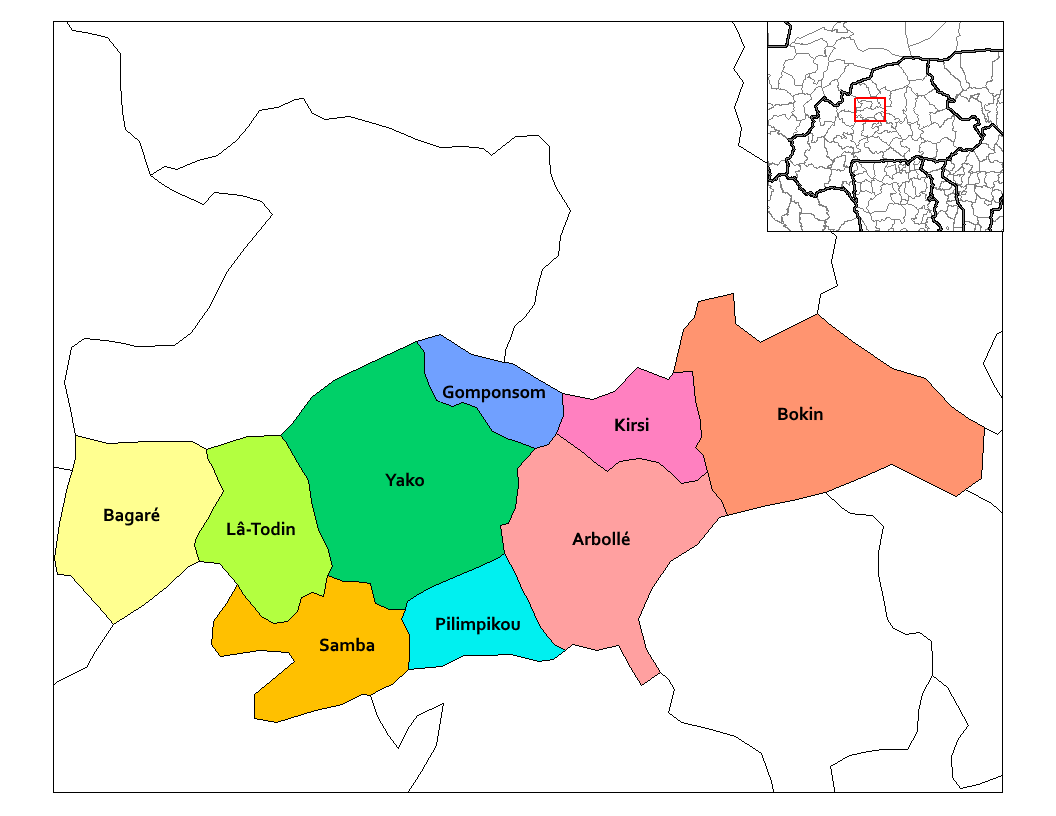
Localização dos diversos departamentos da província do Passoré, Burkina Faso

A província do Passoré está dividida em nove departamentos:
- Arbollé
- Bagaré
- Bokin
- Gompomsom
- Kirsi
- Lâ-Todin
- Pilmpikou
- Samba
- Yako